# Lučatín
Lučatín é um município da Eslováquia localizado no distrito de Banská Bystrica, região de Banská Bystrica.

## Demografia
| Ano:        | 1994 | 2004    | 2014   | 2024   |
| ----------- | ---- | ------- | ------ | ------ |
| Broj ljudi: | 498  | 593     | 649    | 672    |
| Razlika:    |      | +19,07% | +9,44% | +3,54% |

| Ano:               | 2023 | 2024   |
| ------------------ | ---- | ------ |
| Número de pessoas: | 689  | 672    |
| Diferença:         |      | -2,46% |